# SD高達FORCE繪卷 武者烈傳 武化舞可篇
武化舞可篇是「武者烈傳」系列故事之一，全名是SD鋼彈FORCE繪卷 武者烈傳·武化舞可編（ＳＤガンダムフォース絵巻 武者烈伝·武化舞可編）。作品中並無提及與動畫《SD鋼彈FORCE》（簡稱SDF）的關係，只是本作與動畫SDF一樣，是一個把各個SD GUNDAM系列重製而成的平行世界，標題因此而來。正如《SDF》把SD Command戰記、SD戰國傳及SD GUNDAM外傳（騎士）三個世界共冶一爐，烈傳揉合整個武者世界，結合了《SD戰國傳 武者七人眾篇》、《SD戰國傳 天下統一篇》、《SD戰國傳 風林火山篇》的主線人物故事，《SD戰國傳 七人之超將軍篇》的大鋼，《SD戰國傳 超機動大將軍篇》及《SD戰國傳 武神輝羅鋼篇》的鐵機武者概念等。
武化舞可篇時間設定於武者烈傳·零完結後十多年，習慣上會被區分為「第一篇」及「第二篇」。
第一篇講述烈火武者頑馱無之子烈丸，為拯救被「邪惡武者軍團」威脅的天宮，而踏上旅程。
第二篇由農丸與子武者齋造，受到刃斬武將軍（逞鍛）所襲，同時．鐵機武者齋胡發展出來的量產鐵機「碎虎摩亞屈」亦逼近新天地城。子武者及烈火大鋼奮力抵抗。
最後，子武者齋造，融合由齋胡分解而成的「爆機之武具」，重新令齋胡復活。伴隨獲得結晶鳳凰力量的烈火頑馱無大將軍，將邪惡生命體「闇」一舉消滅。「舞化武可」亦伴隨消失於世上。
至於單行本，基本上亦以上述內容，劃分為兩部（第一、二冊為第一部，第三冊為第二部），只是故事內容上，說明書版本在第二篇中，由於製作單位刪除隱丸與凄丸的出場（只以文字交待），所以第二部內容上，就將重點集中在光之七人眾其餘成員身上。單行本則未受影響，由始至終均以烈丸及子武者為故事骨幹。

## 故事
「烈傳·零」中，闇邪神大戰後數年，頑馱無國姬·光凰，與武者誕下一子烈丸，其弟雷凰，更即為位「雷凰頑馱無大將軍」。
然而，和平的日子並不長久，另一魔王、闇皇帝此時再度來襲。雷凰大將軍在戰事最後，與闇皇帝一同消失。留下七件「武化舞可」。當時擔任輔政的將頑馱無殺驅頭，乃將七件裝備，分別交託予「光之七人眾」。
昔日「牙斗忍眾」成員，現已脫離組織的「武者銳驅主」，盯上摩亞屈擁有的「鐵肩」，以獲得隱藏在「武化舞可」中的力量，以稱霸天下。於是擂途截劫，將「鐵肩」奪到手上。得到邪骸力量的銳驅主，更加意氣風發。不過，來自異世界的祖先「騎士GUNDAM」（頑馱無真惡參），為免子孫再重蹈自己覆轍，乃來到天宮，並出手干預。最後打敗銳驅主，又以白銀之鎧封印其野心。銳驅主此後成為「逆伐」，以打倒頑馱無軍團，證明自己實力為目標，加入由重犯卡比坦率領的「邪惡武者軍團」。臨行前，將「鐵肩」留下，並託付予兒子凄丸。
天宮之國重犯卡比坦，由於心存邪念，被闇邪神看中，並建立「邪惡武者軍團」，反撲天宮。更率領四神將、四大軍團及四台從地底挖掘出來的要塞城吏死低亞，與以烈火武者頑馱無為首的「光之七人眾」對抗。然而正當「光之七人眾」打算啟動「武化舞可」的強大力量之際，偽裝成摩亞屈的逞鍛，突然襲擊成員之一、鐵機武者齋胡，令其被毀滅。缺少成員的「光之七人眾」迅即被擊倒，「邪惡武者軍團」佔領整個天宮。

## 人物介紹

### 頑馱無軍團
- 雷凰頑馱無大將軍

「烈傳零」中「雷凰若將軍」成長後的形態，新鎧甲亦變成日後的「武化舞可」。
大將軍消失後，將頑馱無殺驅頭將七件「武化舞可」，分派予「光之七人眾」。
- 將頑馱無殺驅頭

前次大戰時，殺驅頭裝上「將之鎧」演變而成，「舞化武可篇」之前，將大將軍遺下的「舞化武可」分派予「光之七人眾」成員。
在第二部故事首盒模型「隱密忍者農丸」的說明書中，烈火大將軍即位時仍然在任。不過到「鐵機武者齋胡」時，將頑馱無一職，已由精太繼任，成為「二代目將頑馱無」。相信他在故事尾聲時，已經退隱。

#### 親武者
- 烈火武者頑馱無／烈火頑馱無大將軍（RX-78-2／ZGMF-X10A）（GUNDAM EVOLVE 14　配音：檜山修之）

擁有烈火一般鬥志的熱血武者、「光之七人眾」領袖。與邪霸呼、鈴程呼同歸於盡後，頑魂升至宇宙途中，與飄浮在大空中的機動武者大鋼相遇、並且結合。跌回地面後，仁宇及霧丸施法使大鋼再次起動。大鋼與烈火武者融為一體，變成「機動武者烈火大鋼」。
當兒子烈丸集齊「舞化武可」後，亦令烈火武者以「烈火頑馱無大將軍」姿態，再次復活，並繼承雷凰大將軍之位，管治天下。在第二部故事中，與齋胡一同擊破「闇」，其裝備「武代舞可」與「闇」融合，飛向天際。
「武者烈傳」的烈火武者頑馱無，是唯一完全沿用所有舊設定的角色。
手持「號刀」後可使出必殺「爆凰霸」
- 劍豪武者精太（MSZ-006，疾風號：盾+Z GUNDAM背翼／人馬型態：Waverider）

影舞亂夢出身、依舊是光之七人眾軍師。故事中已與芽零珠結婚，有一子嵐丸。
「武者七人眾」中，精太原本被設定成精於箭術，但在商品化後，並無將弓箭實物化，只有在Cardass中，出現過模型版本無法呈現的腰甲合體弓，引致後來要以「麒麟之神器」才可透過附送的弓箭，重現挽弓型態。而這個缺陷，直至「武者烈傳」角色「劍豪武者精太」中重新設計，才得到修正。
- 天翔狩人·二代目摩亞屈（衛有吾）（本體：RX-178三號機／衛有吾名稱出處：幽谷AEUG／鐵機大鷲／武者大鷲：FXA-05D G-Defenser／超武者大鷲型態：MA型Super Gundam／武裝型態：Super Gundam）

前次大戰後，不斷修行，最後繼承亡兄、成為第二代摩亞屈的衛有吾。
「武者烈傳」中，摩亞屈受「七人眾編」的神物「天翔之神器」影響最大，除了被冠名「天翔狩人」外，「武者大鷲」外觀、裝著方式、以至提供兩種肩甲選擇（武者．鐵機），藍本亦來自摩亞屈與神器的互動關係。
- 天翔狩人逞鍛（本體：RX-178二號機／逞段名稱出處：迪坦斯Titans／鐵機大鷲／武者大鷲：FXA-05D G-Defenser／超武者大鷲型態：MA型Super Gundam／武裝型態：Super Gundam）

模型漫畫中，由於長兄摩亞屈為頑馱無軍團犧牲，令逞鍛對「光」抱有懷疑。因而被闇邪神看中，入侵其心靈，使之化成「刃斬武將軍」。最後當「闇」欲攻擊齋造時，突然良心發現，撲上前以身體抵擋「闇」的攻擊。齋造憤怒非常，令蘊藏在體內、結晶鳳凰的力量爆發出來，更將分散各地的「爆機之武具」重新組合到齋造身上，令齋胡再度復活。故事最終被芽零珠救回。
單行本中，在黑之騎兵挑戰下，解除刃斬武裝甲，現回真身，並說出發動叛亂的原因。最後在闇邪神復活後，醒悟到自己一直只是闇邪神復活的工具，便加入戰團，可惜闇邪神得到武化舞可，力量大增，逞段在闇邪神大黑暗炮發射之前，用身體掩住炮口，步兄長之後塵戰死。
- 剛熱機械師馱舞留精太（本體：MSZ-010／武者戰車：FXA-08R Mega Rider／全裝甲型態：FA-010S）

機械學權威，身為機械師，卻擁有豪爽個性。「舞化武可編」中，全身顏色用回鋼彈象徵色。個人作品有烈火武者「新種子島」、摩亞屈三兄弟之「鐵機大鷲」、鐵機武者齋胡、專用武裝「武者戰車」
作為親武者，故事設定「舞化武可」是交託予子武者的裝備，然而由於有關方面突然收起「舞化武可」擁有人隱丸及凄丸商品化，因此馱舞留精太在商品化後，便同時擁有及本屬兩人的「俊腳」、及「鐵肩」三件裝備（鎧甲由子武者雷丸所有，這點仍依據原設定安排）。雖然如此，一式正人版漫畫由於有隱丸、凄丸出場，裝備亦按照先前設定，由兩人所有。
「七人眾」中，武者戰車在解除裝甲，裝上馱舞留精太身上後，便只能成為移動工具，無作戰能力。所以在「武者烈傳」的角色「剛熱機械師 馱舞留精太」，便索性二合為一，將武者戰車設計成完全解體著裝，而不會剩下車架。
- 龍神導師仁宇（RX-93 DFF）

引導僧。由「零」傳龍型，變回武者形態。與養子霧丸有著比父子更深厚的親情。
商品代初期曾有佩刀，後來考慮到成本會超過500日圓上限而擱置。
「武者烈傳」中，將「合體」的定義，由七人眾時只將裝甲交予飛龍，本體以輕裝上陣，變成人龍合一的完全型態。
- 鐵機武者齋胡（MRX-009）

根據古代武將齋胡設計的鐵機武者。「舞化武可篇」故事開端，齋胡已在與邪惡武者軍團作戰時，因為被七人眾成員（逞鍛假扮的摩亞屈）毀壞，令邪惡武者軍團得以佔領天宮全境。齋胡爆炸後，以「爆機之武具」姿態分散各地，核心部件「鐵機心得」與結晶鳳凰融合，成為「子武者齋造」，後來為農丸拾獲，兩人由此成為養父子。
刃斬武將軍率領鋼王、爆進王等鐵機，向農丸及齋造來襲。後來摩亞屈將逞鍛從刃斬武型態解放，逞鍛回復本性，更以身體保護齋造，免受「闇」所侵襲。令齋造在忿怒中，喚醒各件「爆機之武具」，再組合成齋胡。同時，結晶鳳凰亦在融合過程中分離，變成烈火武者大將軍的「頑馱無結晶」。
最後，「舞化武可」與「闇」一同消失，齋胡復活，而且由於作為齋造型態的鐵機心得，在結晶鳳凰融合期間，被賦予「心」的力量，同時繼承齋造記憶。因此得以完全復活成有自我意識的武者。
模型漫畫中，齋造與齋胡結合為一後，令齋胡復活後，同時擁有「心」以及繼承齋造記憶（所以會稱農丸為父親）。單行本最終決戰中，齋胡僅作為齋造操控的機體參戰，大戰結束後，才由馱舞留精太令它恢復意識。
單行本中，齋造與齋胡最後並無融合。
齋胡分解成六件「爆機之武具」的設定，概念是來自「超機動大將軍編」中鐵機武者鋼丸，而三種變形中，武者猛牛是繼承自七人眾版武者齋胡同名角色、武者巡洋艦是來自「G-ARMS」中海軍將領「GUNCRUISE」的海戰變形，武者堡壘（Fortress）基本上是PYSCO GUNDAM的原裝MA型態「Mobile Fortress」。
「七人眾」中的武者齋胡模型化後，體型僅比普通角色稍高，算是頗為人垢病的地方。因此， 後來《武者烈傳》裡的「鐵機武者齋胡」， 便將體型大幅增高。同時將「武者猛牛」，由守護獸變成其陸戰變形型態的一種。
- 隱密忍者農丸（本體：RX-78+頑馱無副將軍／專用紅蓮之鎧：RX-78-2）

烈火武者頑馱無之孿生弟弟、隱丸之父、齋造之養父。
「舞化武可」時期，裝甲變成半邊類似隱密將軍、半邊接近忍者。百變裝備「大手裡劍」亦得到強化，成為「大手裡劍．二式」。
單行本中，曾率領空中偵查部隊「雲隱隊」調查刃斬武將軍，結果被刃斬武所識破，遭受攻擊。農丸雖以必殺擊落其中一艘空中運輸機，然而在刃斬武攻擊下遭受重傷墮海。由於農丸無法進行密偵行動，所以前往刃斬武本陣黑守暴穩島的工作，便由烈丸擔當。
農丸頑馱無原本並無被列入七人眾成員中，最初只是《超戰士Gundam野郎》中，由主角天地大河以武者頑馱無改造而成的「天地大河Special武者頑馱無」，後來以逆輸入方式，由該作品中取用，才成為正式人物，同時被設定為武者頑馱無的孿生弟弟。為免類同，因此在平行世界作品「武者烈傳」中，農丸是唯一被大幅改動的角色，雖然如此，隱密忍者農丸在設定上，亦擁有專用的「紅蓮之鎧」（全身換上烈火武者鎧甲，加上農丸的黃金獅子頭飾），以重現回「孿生兄弟」的經典型態。
商品化方面，農丸是首個擁有替換手掌，可與拳頭交換的BB戰士角色，此功能亦為兩年後「BB戰士三國傳」沿用，而且在該系列的換裝賣點下，更加發揚光大。

#### 子武者
基本上由「光之七人眾」的兒子／養子組成，掌握傳說中七件「舞化武可」的關鍵人物。原本預定全部商品化，後來由於子武者銷情欠佳，隱丸及凄丸的推出亦要告吹。
- 少年武者烈丸（RX-78-4[1]）

烈火武者頑馱無之子。本篇主人公，憧憬光之七人眾、為成為武者，專注修行劍術。得知父親烈火出現危機，帶同號刀前往武者之原，以支援他。烈火與邪霸呼、鈴程呼同歸於盡後，繼承父親熱血之魂，繼續打倒邪惡武者之路。最後更將七件「舞化武可」裝在身上。
原本在隱丸會有烈丸強化裝備，可變成「烈弩頑馱無」，與「荒刃忍者」、「二代目銳驅主」合體成「荒烈驅主大將軍」，然而由於Bandai臨時改變方針，亦未能成事。連同原本在烈火大鋼附送的迷你比例烈丸亦宣告作罷。
一式正人漫畫中，母親為紫貴利亞；「舞化武可」模型漫畫沒有交待，不過「烈傳．零」最終章則有交待、烈丸之母為頑馱無國姬．光凰。
- 少年劍士嵐丸（MSZ-008[1]）

劍豪武者精太之子。武器為「曉之竹刀」。繼承武化舞可．霸兜。
單行本中，是一名相當自信的劍士，最初出於對父親精太的誤解，以為是他令天宮陷於戰亂，所以加入邪惡武者軍團。後來與烈丸對決期間，長官蝦流要脅殺害平民，逼使烈丸投降，激起嵐丸憤慨，毅然轉為加入烈丸，成為其一份子。
- 少年法師霧丸（RX-105）

龍神導師仁宇之養子。雖然兩人之間並無血緣，彼此感情卻猶如父子。由仁宇託付的「天翼」，可追加飛行力。
預定在商品化之際，曾被設定擁有專用面罩及戰車，以及暴留、無象各一人，最後亦沒成事。
- 幼年軍師雷丸（MSZ-010／江須型態：MSA-0011／殊鬥雷火型態：MSA-0011[Bst]PLAN 303E DEEP STRIKE[1]）

剛熱機械師．馱舞留精太幼子，在其上已有五位兄長，曾參與對抗闇邪神大戰。雖然身為幼子，卻擁有過人才智，被譽為「天才軍師」。作為子武者，除了繼承父親「鎧甲」，由於齋胡被七人眾叛徒出賣而遭擊毀，馱無留精太為紀念它，將齋胡的「舞化武可大砲」轉贈了雷丸。
擁有自製裝備「機巧甲胄」，可與三輪爆車結合成「江須型態」。
- 少年忍者隱丸（RX-78 GP04G／AGX-04[1]）

隱密忍者農丸之子。得意技是自父親身上繼承的忍術，在頑馱無軍團中擁有僅次於父親之實力。受到父親所託，調查七人眾崩壞原因、以及集齊「舞化武可」。變裝高手，經常戴著面具示人。與烈丸猶如孿生兄弟。
原本隱丸將會商品化，更會進化為「荒刃忍者」，與「烈弩頑馱無」、「二代目銳驅主」合體成「荒烈驅主大將軍」，然而由於Bandai臨時改變方針，最後亦停止有關計劃。原屬隱丸所有的「俊腳」亦歸併入「剛熱機械師馱舞留精太」中。（不過相關設定，在故事中未有出現。）
隱丸同樣是模型盒內四格漫畫「武者劣傳」主角。
- 鬼面鬥士凄丸（XM-10／天草[1]）

逆伐（銳驅主）之子，對父親懷恨。為打倒之獨自修行。父親離開後，留下自摩亞屈手上奪去的「舞化武可·鐵肩」。除了雙拳，不會使用其他武器。為誇示「復仇鬼」形象，每次作戰均戴上鬼面。最後在羅美安薔薇山一役，將父親逆伐打敗，其下屬三軍鬼及「四神將」之一「格鬥士勢羅」，亦脫離邪惡武者軍團，共同輔佐凄丸。最後在勢羅嚴格修煉下，繼承父親、成為「二代目銳驅主」。
原本凄丸將會商品化，更會進化為「二代目銳驅主」，與「烈弩頑馱無」、「荒刃忍者」合體成「荒烈驅主大將軍」，然而由於Bandai臨時改變方針，最後亦停止有關計劃。原屬凄丸所有的「鐵肩」亦歸併入「剛熱機械師馱舞留精太」中。（不過相關設定，在故事中未有出現。）
- 子武者齋造（MRX-011）

幼兒鐵機武者、烈丸養子。實際上是「七人眾」之一、鐵機武者齋胡之「鐵機心得」與「結晶鳳凰」合體而成。
模型漫畫中，烈丸在偵察刃斬武軍團期間，無意中發現齋造，並收養為義子。後來刃斬武率領鋼王、爆進王部隊圍捕，齋造喚醒「爆機之龍炮」，一舉消滅所有鐵機武者。當「闇」再次復活時，逞段捨身保護，令齋造怒火中燒，將其餘隱藏的爆機之武具一一召集，更再次合體成「鐵機武者齋胡」，更與烈火大將軍聯手將「闇」打敗。
大戰結束後，齋胡與齋造合而為一，更繼承後者的「心」與記憶，因此會以農丸為父親。
單行本中，是刃斬武稱為「素體．零」的鐵機武者，可以自由變成不同武器。由於運送它的運輸機被農丸擊落，烈丸為了阻止摩羅碎作惡，便出手阻止，無意間啟動「素體．零」，它更將第一眼見到的烈丸認作爸爸。烈丸便以「改一個像忍者的名稱」為由，將素體．零改名齋造。
齋胡最初以「爆機之龍炮」及「爆機之空翼」兩種分體，埋藏在黑守暴穩島中。齋造在齋胡的殘存記憶指引下，吹奏「心之機笛」，先後將作為齋胡上、下半身的零件喚醒。在兩部份均被烈刃擊破後，由刃斬武回收及修復。
同時，由於齋造受傷昏迷，烈丸不得已向刃斬武投降。刃斬武便改修齋造「鐵機心得」，並操控由齋胡改造而成的「碎虎摩亞屈」向烈丸攻擊。最後在齋造的「心」被喚醒後，面具破碎，繼而以鐵機武者齋胡身份加入。
大戰後與齋胡分離，並與紫貴利亞及烈丸一同生活。

#### 其他角色
- 黃金武者百士貴（MSN-00100）

「百騎組」副將。愛馬「目牙馬頭」可變成米加粒子砲。「百騎組」組長精太對其全身金光閃閃的外形，始終覺得頗為誇張。與「惡沈軍」玖邊麗三姊妹為親戚。有一名義弟「百鬼丸」。
- 出伊鮮姿四兄弟（RMS-099）

「百騎組」成員。四人分別為長兄「出伊鮮姿·驅我斗路」（克瓦托羅）、二兄「出伊鮮姿·阿步吏伊」（阿波里）、三兄「出伊鮮姿·鷺邊留斗」（羅培特）、四妹「出伊鮮姿·江真」（愛瑪）。四人。四人名稱與「Z」中曾經駕駛過-RMS-099 力克·迪亞斯的機師有關。
- 芽零珠（MSZ-05）

突忍成員、現為精太妻子、嵐丸母親。「舞化武可篇」中·曾出現過，為從「闇」手中解放的逞鍛療傷。
- 天翔狩人．逞段（GUNDAM MK-II 2號機）

「光之七人眾」成員、衛有吾（二代目摩亞屈）兄長。由於大哥摩亞屈戰死，令他對正義抱有疑問，因而令「闇」有機可乘，進而入侵其內心，成為「刃斬武將軍」。「魔界大戰」時，偽裝成摩亞屈，更毀壞鐵機武者齋胡，使頑馱無軍團招致敗績。以卡比坦為首的邪惡武者軍團，得以侵略整個天宮之國。
卡比坦被打倒後，刃斬武將軍才再次舉起反旗，率領鐵機武者入侵向地。但當他與弟弟摩亞屈決戰期間，發覺「闇」正打算傷害子武者齋造，一時良心發現，情急之下以身體保護齋造，齋造因此被激怒，更與「爆機之武具」合體，令鐵機武者齋胡再次復活。
武化舞可與闇互相抵銷後，逞段雖然受重傷，最後亦能回復本心。
- 璽武數（RGM-79N）

頑馱無軍團士兵。
- 暴留（RB-79）

頑馱無軍母雜兵，由不同型態。
原預定作為少年法師霧丸商品的附屬角色，然而最後沒有成事。直到數年後SD戰國傳 武神降臨篇推出，才作為各武者軍團雜兵，以舊模新件形式立體化。
- 機動武者烈火大鋼

遠古時代中飄浮在太空的大鋼（雖然烈傳是平行世界，但所謂「遠古」，其實是暗指「七人超將軍篇」），與正在升天的烈火武者頑馱無「頑魂」融合，而再度降落地面，並在仁宇、霧丸協助下，重新復活成「機動武者烈火大鋼」。由於遇到大氣層磨擦，令黑色裝甲變成赤紅色。
「第一篇」尾聲時，烈火武者進化成「烈火武者大將軍」，並與大鋼分離。因此駕駛一職，就由烈丸負責。

### 邪惡武者軍團
由被囚禁於「怒爐凄島」的重犯組成，在受到闇邪神控制的異國武者卡比坦率領下，大舉入侵天宮之國。在卡比坦被打敗後，一直隱伏的刃斬武將軍，才再率領鐵機武者兵團，再次高舉反旗，與頑馱無軍團決一死戰。
根據「GUNDAM WEAPOON 武者烈傳．零」所載，邪惡武者軍團，原本是由異國乘搭「黑船」來到天宮，並發動戰爭的集團（類似日本歷史中「神奈川事件」中，美國將軍培里以黑船武力叩關的歷史），後來才改為現在的設定。
- 卡比坦卿（Turn-A）／闇邪神

邪惡武者軍團領袖，異國武者。
原本正於「怒爐凄島」服刑，根據「Hobby Japan」所載設定，卡比坦被囚時，已是一名老人，後來被闇邪神附身後，不單回復青春，更變成邪惡武者。卡比坦率領四神將、四大軍團、四台「二輪城塞·吏死低亞」侵略各地，一舉將天宮之國吞併。後來於頑馱無城地下挖掘「刃虞」（Bug巴克），並令於黑守暴穩島沉睡的「妖華．螺觸麗死惡」甦醒的關鍵「惡怒羅巢城」及四台「吏死邸亞」發掘。然而，由於其中一台「吏死邸亞」被烈火武者毀滅（烈火武者模型漫畫的情節），令惡怒羅巢城無法完全復活。
後來等待「螺觸麗死惡」開花的闇邪神，吸收城塞惡怒羅巢低亞、以及邪霸呼身上、闇邪神的碎片，合體成類似「黑魔神闇皇帝」的闇邪神。
一式正人版漫畫中，卡比坦變成闇邪神手下。烈丸等人攻到大本營時，闇邪神為求勝利，直接將卡比坦控制成傀儡。最後利用五台城塞，成功令闇邪神復活。
身份為異國武者，與原型機為美國設計師Syd Mead設計有關。而另一型態「六天魔王型態」，則取材自「六天魔王」織田信長。（此形態僅在單行本出現，模型漫畫未有變身，Hobby Japan的設定圖稿中，該型態僅稱為「信長Mode」）與西洋風的卡比坦結合，沿自歷史中織田信長愛好「南蠻品」（西洋風格的物品，包括服飾及器物等）。
- 超二輪城塞·惡怒羅巢低亞（Adrastea class）

巨大城塞、亦是「螺觸麗死惡」復活關鍵。卡比坦城的真面目。
「烈傳·零」中被消滅的闇邪神，十多年後利用卡比坦，攻佔頑馱無城，其後展開挖掘工程，起出「螺觸麗死惡」復活關鍵，包括四台二輪城塞吏死邸亞及惡怒羅巢低亞，合共五台。其中惡怒羅巢低亞，更裝備強力兵器「大暗黑炮」（名稱來自「武者七人眾」中闇皇帝裝備「暗黑炮」）。
由於其中一台吏死低亞，後來被毀，卡比坦為挽回戰局，下令開動埋藏在卡比城地底的惡怒羅巢低亞，將城塞雙爪抓住兩台吏死邸亞，成為「超二輪城塞」。最後與卡比坦融合，使其進化成闇邪神。
一式正人漫畫中，五台二輪城塞齊集，成功令「螺觸麗死惡」復活。
- 螺觸麗死惡（XMA-01）

闇邪神完全復活的關鍵，由四台二輪城塞吏死邸亞及惡怒羅巢低亞組成。
模型漫畫中的闇邪神，是建基於其中一台吏死邸亞被毀，卡比坦不得已，在條件不足下，利用未完全狀態復活的結果。單行本則為完全復活版。
由於大將軍一律以F-91為設計藍本，因而選取其宿敵拉弗雷西亞成為螺觸麗死惡。

#### 四神將

##### 勢羅隊
- 格鬥士．勢羅（XM-07G）

「四神將」之一，牙斗忍眾鬥士，忠於逆伐，因此當他加入邪惡武者軍團時，亦跟隨加入。由於對武藝十分自信，並無任何射擊武器。
凄丸擊倒逆伐後，勢羅擔任師傅，令他日後成為「二代目銳驅主」。
單行本中，勢羅駕駛二輪城塞與大鋼決戰，最後被城塞壓死，未有作為凄丸師傅的設定。
- 罵瑠須

- 蝦流

- 魏呂須

邊境將領，說明書漫畫中曾阻撓打算救助父親的烈丸。
- 無象

邪惡武者軍團嘍囉，原本計劃與暴留，作為霧丸附屬角色商品化，最後未有成事。

##### 鈴程呼隊
由操縱死靈武者的鈴程呼所率領。
- 操術師·鈴程呼（RMSN-008）

「四神將」之一，全身珠光寶氣，通曉操控術，能以背上巨鈴，控制已陣亡的戰士（不論敵我，只要已死都可以。）。將裝飾拆除後，更可變成巨掌，握緊敵人。最後被烈火武者的捨身攻擊消滅。
- 接點

- 錢數

- 導取主

- 導太夫

- 錢集

##### 邪霸呼隊
由擅長妖術及飛行的邪霸呼率領之部隊。手下由妖怪所組成。
- 妖術使·邪霸呼（ZM-S20S）

「四神將」之一，擅長格鬥戰，身上鎧甲有闇邪神寄宿。雙手手甲可變成刺球。最後被烈火武者的捨身攻擊消滅。
單行本中設定為鈴程呼弟弟，但根據設定集「SD GUNDAM CATALOGUE」所載，兩人之間並無血緣關係。
- 射威耽（ZM-S19S）

單行本中出場，曾打算在鬼屋中打敗烈丸及嵐丸，最後被正在爭吵的兩人，無意之間打敗。
- 昆躰惡

- 參胴珠

- 斬集

- 心無

邪惡武者死後，無法成佛的靈魂。
一式正人漫畫內，曾出現披著虎皮的心無，嚇壞烈丸及嵐丸。

##### 逆伐隊
- 拔刀武者·逆伐（Turn-X，說明書版本體：銳驅主／XM-X2；單行本版本體：GX-9901-DX ）

由與光之七人眾對抗的武者銳驅主帶領。
「四神將」之一，原為「牙斗忍眾」武者銳驅主。由於懷有野心，從摩亞屈手上奪去舞化武可鐵肩，後來被來自異世界的祖先「騎士鋼彈」（頑馱無真惡參）打倒，騎士鋼彈不欲其重蹈自己覆轍，便將白銀鎧甲加諸在銳驅主身上，以光之力抑壓其野心，並改稱逆伐。（單行本對逆伐加入邪惡武者軍團有另一番解釋，是逆伐故意讓兒子凄丸仇恨自己，從而磨練他成為強者，因此成為四神將之一。逆伐本體亦選用高達DX，而非銳驅主。）
雖然野心被抑壓，逆伐為向頑馱無軍團，證明自己為強者，毅然決定加入「邪惡武者軍團」。最後被兒子凄丸打敗而死。
逆伐在「舞化武可」中戲份不多，但由於其擁有如此傳奇經歷，成為「舞化武可」中少數人氣新角色。因而Hobby Japan其後亦推出「武者銳驅主」限定手辦模型。
身份為異國武者，與原型機為美國設計師Syd Mead設計有關。
- 三軍鬼·月

逆伐手下「三軍鬼」之一，三人中唯一女性，使用十字槍。
邪惡武者軍團崩解後，追隨逆伐之子。
- 三軍鬼·空

逆伐手下「三軍鬼」之一，體型屬三人中最巨大。邪惡武者軍團解散後，追隨逆伐之子。
兩肩設計上取用毀滅斑豹高達零件。
- 三軍鬼·豹

逆伐手下「三軍鬼」之一，體型屬三人最小者。邪惡武者軍團解散後，追隨逆伐之子。
兩肩設計上取用空中霸王高達零件。

### 鐵機武者軍團
- 刃斬武將軍（RMS-154）

真身為「天翔狩人·逞鍛」。說明書版本中因為長兄摩亞屈戰死，令其對「光」產生疑惑，生命體「闇」乘機進侵其內心。由於外表與三弟衛有吾相同，只是顏色有別，於是趁摩亞屈修行期間假冒之，邪惡武者舉起反旗後，更出賣光之七人眾，將鐵機武者齋胡毀壞，令頑馱無軍團大敗，七人眾各散東西。
烈火武者大鋼消滅闇邪神（卡比坦）後，始正式起兵叛變。曾分別率領鋼王、爆進王軍團追捕齋造、農丸兩人，以及下令量產鐵機．碎虎摩亞屈進攻烈帝城。直至刃斬武受農丸攻擊，破壞面具後，其真正身份——天翔狩人逞段，才展現人前。
單行本中並無被闇邪神入侵，而是由於長兄為了天下和平而戰死，最後卻只換來以卡比坦為首的邪惡武者之亂，令他對存有感情的「人」失望，並憧憬只有鐵機武者主宰的世界，所以矢志消滅所有人類，並試圖籍著利用闇邪神達成目的。因此他先在對邪惡武者的戰爭中，假扮摩亞屈大破齋胡，繼而捉走少年武者們，打算借助他們擁有的「武化舞可」令前次大戰中被消滅的闇邪神再次復活。
根據「GUNDAM WEAPOON 武者烈傳．零」所載，刃斬武更可與天鎧王合體成「真霸道大將軍」。最後在正式故事中，「武化舞可」被縮減為上下兩篇，因此亦取消了與天鎧王合體的假設。
- 惡之鐵機·碎虎摩亞屈（PMX-010）

量產型鐵機武者，刃斬武將軍根據齋胡製作的鐵機武者。曾大舉進攻天地城。
單行本中並無成為量產機，而是齋胡戴上惡之面具的型態。
- 鐵機武者鋼王、爆進王

只在模型漫畫中登場，量產型鐵機武者，由精通機械的刃斬武下令製作及統領。外觀基本上源自鋼丸、爆進丸，雙眼變成單眼，雙手回轉機關砲變成固定設計，角飾亦改成導管設計。

## 其他

### 用語
子武者
「武化舞可」中對少年武者的專稱，用作區分成年角色「親武者」。子武者名稱，一律用「丸」字，例如烈丸、雷丸、凄丸等。
由於作出推出之前，動畫作「SD GUNDAM FORCE」播放，當中天宮武者，不論年紀大小，一律以「丸」字命名，因此在「武者劣傳」中，便有惡搞角色騎馬王丸的畫面出現。
武化舞可
原本屬於雷凰頑馱無大將軍的裝備，在大將軍不知所終後，七件裝備分散到光之七人眾手上，後來為子武者所繼承。邪惡武者軍團戰役中，烈火武者憑籍武化舞可，再次復活，更轉生成「烈火武者大將軍」，將闇邪神消滅。最後武化舞可與「闇」融合，飛向天際。而七件武化舞可，分別為﹕
- 號刀

巨大的武者刀，可使出必殺「爆凰霸」，為烈火武者、烈丸所有。單行本中劍鞘更有自我意識，以及與烈丸合體成鎧甲。
- 霸兜

能夠收集大量情報。由精太、嵐丸所有。單行本中，盔側翼形裝飾，可以令戴上者飛行。
- 天翼

大幅提升空中機動力的飛翼，由仁宇及霧丸所有。單行本中，八張羽毛狀飛翼，更可分體成為飛翅炮。
- 鎧甲

由馱舞留精太及雷丸所有。包括胸甲及背包，是前後覆蓋的重裝甲。胸鎧在成為大將軍裝備時，需要與嵐丸胸甲結合。背後裝甲除了是雷丸「江須型態」的主要部件外，也是裝上鐵肩、天翼、號刀、大炮的連接核心零件。
- 俊足

外形巨大，搭載推進器的加速鞋，由農丸、隱丸所有。（至於商品化後成為馱舞留精太裝備，是與隱丸取消商品化有關，本身並非故事原有安排。）單行本中可從鞋底伸出尖刺，壓向對手身上。
- 鐵肩

除可作為肩甲，亦可裝在手腕上，成為牶套、攻防兼備的裝甲。本來由衛有吾（二代目摩亞屈）所有，後來被亟欲得到武化舞可力量的銳驅主強搶，輾轉被其子凄丸所繼承。（至於商品化後成為馱舞留精太裝備，是與凄丸取消商品化有關，本身並非故事原有安排。）單行本中，鐵肩裝在手腕後，更可變成一雙巨大手掌，使出各種技擊。
- 大炮

火力強勁的武器（由於為大將軍所用，威力應等同大將軍專用的「大目牙炮」。），本身由齋胡持有。齋胡後來被逞段擊破後，製造者馱舞留精太為作紀念，便將大炮交予兒子雷丸，成為「江須型態」組件之一。大炮除了裝在齋胡兩肩外，亦可左右合體成為二重炮（這個設計，相信是來自雷丸早期設定的原型機飛翼零（WING ZERO）、其專用二連光束炮。）
邪惡武者軍團
由以卡比坦卿為首與在「怒爐凄島」中服刑的重犯所組成。魔界大戰中，刃斬武將軍叛變，令頑馱無軍團戰敗，邪惡武者軍團便乘時作亂。
邪惡武者軍團的最高幹部，名為「四神將」，包括邪霸呼、鈴程呼、逆伐及勢羅（逆伐並非罪犯，而是為了與頑馱無軍團一較高下才加入。其下屬「三軍鬼」成為副將，至於另一名手下勢羅則跟隨首領成為四神將之一）。
交魂
「武化舞可」中，意指兩個「頑魂」（頑馱無的靈魂，與邪惡武者的「心無」相對）結合的狀態。例如與大鋼融合的烈火武者，與駕駛者烈丸，兩個交魂呼應的情況。
武者劣傳
「武化舞可」篇模型盒底的四格漫畫，由「少年忍者隱丸」化身的「劣丸」主持，題材以惡搞「武化舞可」角色為主。
「劣傳」的「劣」字，源自BB戰士創始人之一橫井孝二初出道時的筆名「鳥山劣」，是惡搞同鄉愛知縣的著名漫畫家「鳥山明」
異步留武篇
「異步留武篇」乃GUNDAMCG系列之一「GUNDAM EVOLVE」篇章。劇情講述烈火武者頑馱無為保護一眾子武者，與魔殺驅軍團作戰。最後得到子武者鼓勵，發動「光之卷軸」力量，並裝上「光之鎧」，成為頑馱無大將軍，將魔殺驅消滅。其後該故事更推出漫畫短篇，由「武化舞可」漫畫版作者一式正人繪畫。講述荒五郎（荒烈驅主）向武者拜師的事件。
「異步留武」版武者頑馱無，與「武化舞可」同一角色，設計並不相同。雖然如此，例如「光之七人眾」、又或者「光之卷軸」中「烈、嵐、雷、霧、隱、凄、造」（子武者名字），都沿用回「武化舞可」。而大將軍全身金色，令人聯想起類似動畫「勇者王」。加上聲優為該片主角「檜山修之」，惡搞成份十分明顯。
而片名「異步留武」，乃「EVOLVE」的漢字名稱。

### 故事及方針變化
根據「GUNDAM WEAPOON 武者烈傳．零」所載，「武化舞可」原定有三部曲，分別是「乘搭黑船來訪的異國武者會戰」、「武者MK-II率領鐵機武者反亂」以及「來自天界的墜天界武者軍團之戰」，現在則刪減第三部，同時將前兩部內容及設定，作大幅度修改。
原本「舞化武可篇」，理應是以子武者與各親武者換裝為賣點。可惜由於子武者相對銷情欠佳，另一方面，親武者卻大受老一輩愛好者歡迎，因此故事方針亦隨之改變，第二部故事，並無將本應推出的「少年忍者隱丸」以及「鬼面武者凄丸」商品化。原本屬於兩人的「舞可武可」，亦因而歸入「剛熱機械師馱舞留精太」的附件。
根據「SD GUNDAM CATALOGUE」所載，除了隱丸、凄丸以外，少年法師霧丸的面具、飛船、士兵暴留及無象，烈丸成長型態「烈弩頑駄無」，以及可以將裝甲換了凄丸、進化成「二代目銳驅主」的武者銳驅主，亦因為有關方面臨時改變方針，勾出商品化名單。2007年，Hobby Japan最終亦為烈傳·零的銳驅主以GK形式進行限定商品化，回應愛好者訴求。暴留、雜魚則成為SD戰國傳 武神降臨篇的同捆角色。

## 相關連結
- SD戰國傳系列